# James Rielly
James Rielly (* 10. Dezember 1956 in Wrexham, Wales) ist ein britischer Maler.

## Leben
James Rielly wuchs auf der walisischen Insel Anglesey auf. Für seine künstlerische Ausbildung besuchte er von 1975 bis 1978 das Gloucester College of Art & Design in Cheltenham und von 1980 bis 1981 das Belfast College of Art in Belfast, Nordirland. Vor allem in den 1980er und 1990er Jahren erhielt er mehrfach Preise und Stipendien, darunter 1983 den Lincolnshire and Humberside Arts Exhibition and Travel Award, 1984/1985 ein Stipendium für das Fine Art Work Center in Provincetown, Massachusetts, USA, 1986 den Greater London Arts Individual Artist Award. 1988/1989 hielt er sich mit einem Stipendium im Künstlerhaus Bethanien in Berlin auf. 1995 wurde ihm ein Stipendium der Tate Gallery Liverpool (MOMART fellowship) zugesprochen. 1995 gewann er den John Moores Award und 1997 war er für den Jerwood Prize nominiert. Rielly lebte und arbeitete lange Zeit in East London, später in Frankreich. 2006 wurde er als Professor für Malerei an die Ecole Nationale Supérieure des Beaux-Arts in Paris berufen.

## Werk
Einen Teil seiner Bilder malt Rielly mit Öl auf Leinwand. Einen anderen Teil seines Werks bilden auf Papier ausgeführte Aquarelle. Daneben existieren einzelne Blätter, die allein mit schwarzer Tinte bemalt sind, so dass die Darstellungen Scherenschnitten gleichen. Riellys Kunst ist immer figurativ. Meist sind Menschen zu sehen, selten einzelne Tiere oder Gebäude, wie in seinem Gemälde „Partially Buried“ (2004), das seinen Kindheitserinnerungen an die Katastrophe von Aberfan gewidmet ist, als auch der Frage, wie Erinnerungen weiterwirken.
Die Studienzeit Anfang der 1980er Jahre in Nordirland hatte großen Einfluss auf Riellys Kunst. Rielly verstand sich nie als politischer Künstler, aber die politischen Slogans an den Hauswänden, in cartoon-artigem Stil ausgeführt, beeinflussten ihn, ebenso wie die religiöse Ikonografie, die ihm hier häufig begegnete. Weitere Inspirationsquellen sind Werke der klassischen europäischen Kunstgeschichte und der Populärkultur, darunter die Arbeiten des Comiczeichners Robert Crumb, der Punk der Sex Pistols und Fernsehserien wie „Doctor Who“.
Thematisch handelt es sich bei seinen Bildern zum größten Teil um Porträts, in denen sowohl der einzelne Mensch, als auch Allgemeines erkennbar ist. Die Porträts zeigen Menschen und „their biographical auras“, bestehend aus Geheimnissen, Ereignissen, Verletzungen, durch welche die Personen geformt wurden. Solche Verletzungen sind im Bild zwar sichtbar, allerdings werden deren Umstände nicht erklärt, weshalb sie rätselhaft bleiben, was teilweise zu – vom Künstler einberechneten – Missdeutungen führt. Von der politischen Gewalt in Nordirland, die Rielly in den 1980er Jahren aus nächster Nähe beobachtete, führte sein künstlerischer Weg zur Darstellung von Gewalt im Alltagsleben, die weitaus universeller ist. Wiederkehrende Details, die darauf hinweisen, sind Wunden, aber auch Versteckspiele und Verkleidungen. Oft sind Kinder dargestellt, womit er sich gegen den Mythos von Kindheit als unschuldiger und behüteter Zeit richtet. Eine ebenso wichtige Rolle spielen die Beziehungen von Erwachsenen zu Kindern, wobei dargestellt ist, wie Erwachsene Rollenmodelle für Kinder anbieten, aber auch, wie Erwachsene Rollen aus ihrer Kindheit aufnehmen. Humor in den Formen der Groteske ist in allen Bildern ein wichtiges Element.
Stilistisch erinnern Riellys Bilder an Comic-Zeichnungen. Die Farbe erscheint flächig, es gibt klare Konturen und starke Kontraste. Auffallend ist die extrem helle Haut der Dargestellten, so dass diese nicht nur ungesund blass, sondern geradezu geisterhaft erscheinen. Die oft dunklen Augen wirken darum beunruhigend intensiv.
Seit Bilder von Rielly in der vielbeachteten Ausstellung „Sensation“ (1997) gezeigt wurden, wird er zur Gruppe der Young British Artists gezählt. Im Gegensatz zu vielen der dort gezeigten Kunstwerke ist für Riellys Arbeit jedoch weniger das Spektakuläre und Überwältigende als eine subversive Ruhe wichtig. Rielly stellt regelmäßig international aus, u. a. in den USA, Australien, Großbritannien, Deutschland, Spanien, Frankreich und der Schweiz.

## Ausstellungen (Auswahl)

### Einzelausstellungen
- 2015: Ty Hyll, Beaux-Arts de Paris, Cabinet des dessins Jean Bonna, Frankreich
- 2014: Punch Me., La Box, Bourges, Frankreich
- 2012: Nothing and something, Galerie Charlotte Moser, Genf, Schweiz
- 2011: What wisdom, Ramis Barquet Gallery, New York, Vereinigte Staaten
- 2010: Spirits in the sky, James Rielly, Galerie Wittenbrink, München
- 2009: James Rielly, I M Art Gallery, Seoul, Südkorea
- 2008: New Works on Paper, Rabley Contemporary Drawing Centre, Marlborough, Großbritannien
- 2006: Tell Me a Story, Galeria Ramis Barquet, New York, Vereinigte Staaten
- 2005: Life of Rielly, Timothy Taylor Gallery, London, Großbritannien
- 2004: Rex Irwin Fine Art, Sydney, Australien
- 2003: Late and Early, a split-site installation at the Round Room, Talbot Rice Gallery, Edinburgh and Timothy Taylor Gallery, London, Großbritannien
- 2002 James Rielly, Centro de Arte de Salamanca (CASA), Salamanca, Spanien
- 1998: James Rielly, Centre d!Art Neuchâtel (CAN), Neuchâtel, Schweiz
- 1997: Sensible Ways, Musée des Beaux-Arts de Nantes, Nantes, Frankreich
- 1994–1996: James Rielly, Laurent Delaye Gallery, London, Großbritannien
- 1989: James Rielly, Künstlerhaus Bethanien, Berlin
- 1986/1987: James Rielly, Carlile Gallery, London, Großbritannien
- 1985: James Rielly, Bayer Gallery, Provincetown, Massachusetts, Vereinigte Staaten
- 1983: Artist in Residence, Art & Research Exchange Galley, Belfast, Großbritannien

### Gruppenausstellungen
- 2014: Donation Florence et Daniel Guerlain Centre Pompidou, Paris, Frankreich
- 2009: Fate and Freewill, Cas, New York, Vereinigte Staaten
- 2008: Hope and Despair, Cell Project Space, London, Großbritannien
- 2007: El rey de la casa (King of the house), Palau de la Virreina, Barcelona, Spanien
- 2006: Castlefield Gallery, Manchester; Limehouse Arts Foundation, London, Großbritannien
- 2005: XS, Galeria Distrito Cu4tro, Madrid, Spanien
- 2005: (…) The duck was still alive, Abbaye Saint-Andre, Centre d!art contemporain, Meymac, Frankreich
- 2004: Contre-Images, Carré d!Art, Nimes, Frankreich
- 2003: Outlook, Benaki-Museum, Athen, Griechenland
- 2003: Anthropography, Frissiras collection, Frissiras Museum, Athen, Griechenland
- 2003: Child in Time: views of contemporary artists on youth and adolescence, Gemeentemuseum Helmond, Niederlande
- 2003: Childhood, Centro de Arte de Salamanca (CASA), Salamanca, Spanien
- 2002: La tête de l!emploi, FRAC Auvergne, Centre Culturel Valery Larbaud, Frankreich
- 2000: The Double, The Lowry Art Centre, Salford, Manchester, Großbritannien
- 1999: Arts Council Collection, Towner Art Gallery and Museum, Eastbourne, Großbritannien
- 1999: Fresh Paint, Gallery of Modern Art, Glasgow, Großbritannien
- 1998: Tell Me a Story: Narration in Contemporary Painting and Photography, Magasin – Centre National d!Art Contemporain, Grenoble, Frankreich
- 1997: Sensation: Young British Artists from the Saatchi Collection, Royal Academy of Arts, London, Großbritannien
- 1997: Hamburger Bahnhof – Museum für Gegenwart, Berlin, Deutschland
- 1997: Brooklyn Museum of Art, Brooklyn, New York, Vereinigte Staaten
- 1997: Les Péchés Capitaux: La Gourmandise, Musée National d!Art Moderne, Centre Georges Pompidou, Paris, Frankreich
- 1995: Making it: process and participation, Tate Gallery, Liverpool, Großbritannien
- 1986: Recent Acquisitions Show, Art Association Gallery and Museum, Provincetown, Massachusetts, Vereinigte Staaten
- 1985: New Figurations, Hudson D. Walker Gallery, Provincetown, Massachusetts, Vereinigte Staaten
- 1984: Art Association Gallery and Museum, Provincetown, Massachusetts, Vereinigte Staaten

## Sammlungen (Auswahl)
- Tate Gallery, London
- Arts Council Collection, London
- Scottish National Gallery of Modern Art, Edinburgh
- Fonds national d'art contemporain (FNAC), Paris
- Musée des Beaux-Arts de Nantes, Nantes
- La Collection du FRAC d!Auvergne, Clermont Ferrand
- National Museum Cardiff